# Irati – Age of Gods and Monsters
Irati – Age of Gods and Monsters (Originaltitel Irati) ist ein historischer und epischer Abenteuerfilm von Paul Urkijo Alijo, der im Oktober 2022 beim Sitges Film Festival seine Premiere feierte und im Februar 2023 in die spanischen Kinos kam. Der Film basiert lose auf der Graphic Novel El Ciclo de Irati und spielt in der mythologischen Welt des Baskenlandes.

## Handlung

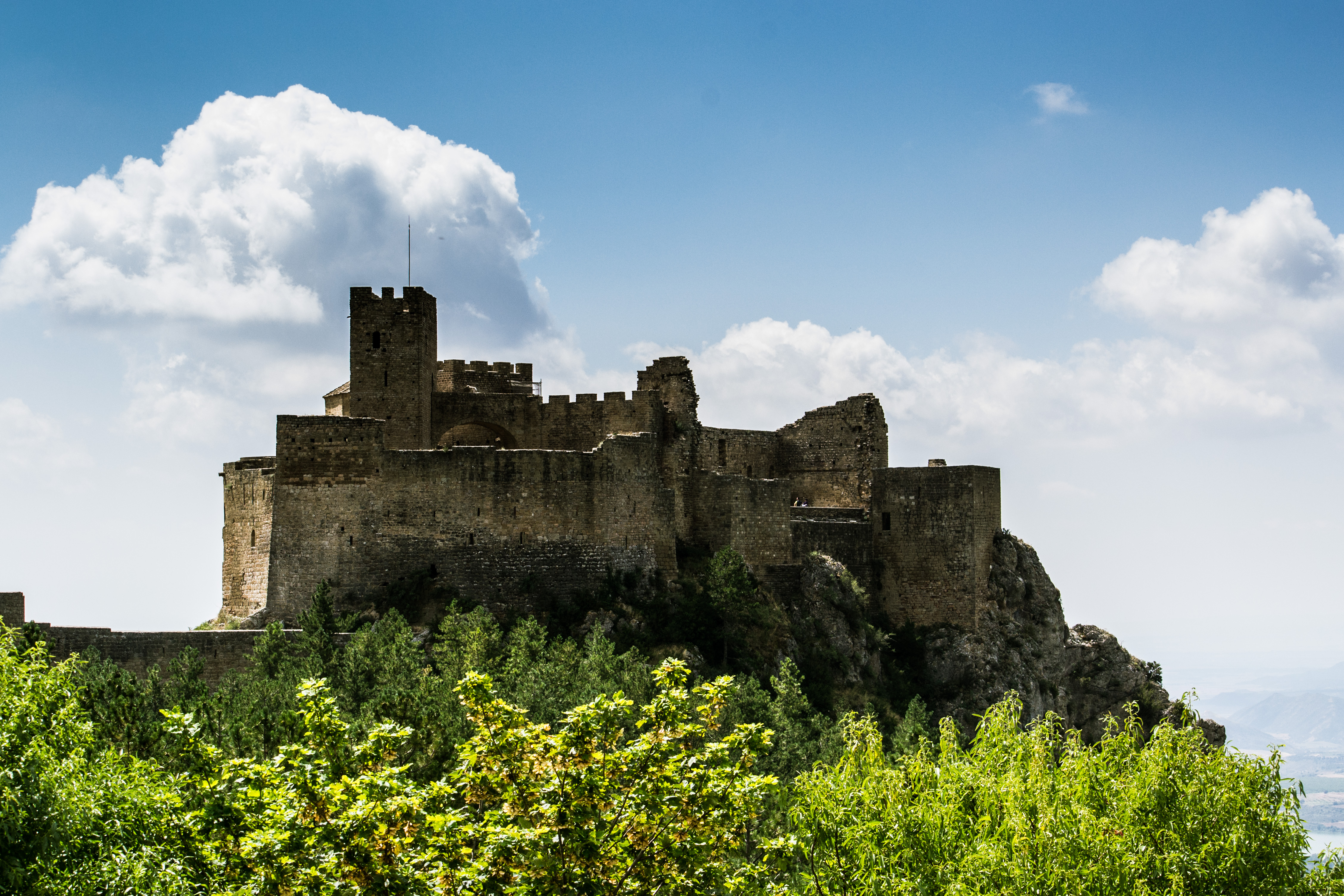
Das Castillo de Loarre, eine Burg im Norden Spaniens, war der Hauptdrehort des Films

Im 8. Jahrhundert breitet sich das Christentum in ganz Europa aus, während heidnische Überzeugungen zunehmend verdrängt werden. Als im Jahr 778 nach Christus die Armeen Karls des Großen auch die baskischen Pyrenäen verwüsten, greift der Anführer eines Volkes im Ebro-Tal, König Ximeno, zu einem letzten Mittel, um den blutigen Krieg zu beenden, denn an einen Sieg glaubt er nicht mehr. Er geht eines Nachts zu Luxa, einer Priesterin des alten Glaubens, und bittet sie, einen Blutritus mit ihm durchzuführen. Die Frau gewährt ihm die Bitte und fordert ihn auf, sich an Mari zu wenden, eine angestammte Gottheit, die unter der Erde lebt. Der Preis für ihre Unterstützung ist hoch, und Ximeno fällt im Kampf. Er hinterlässt einen Sohn namens Eneko, der von seinem Großvater im Sinne des christlichen Glaubens erzogen wird.
Rund 15 Jahre später ist aus Eneko ein junger Mann geworden. Als sein Großvater stirbt, macht ihm Belasko die Rolle als neuer Regent streitig und erhebt Anspruch auf den Thron. Weil Ximeno kurz vor dem Tod zum Heidentum konvertiert war, hält Belasko auch seinen Nachkommen für nicht geeignet, in einem christlichen Land zu regieren. Eneko hat jedoch das Versprechen, das ihm sein Vater vor seinem Tod abgenommen hat, sein Volk in der neuen Ära zu beschützen und zu führen, nicht vergessen. Er will die sterblichen Überreste seines Vaters bergen, die auf wenig ehrbare Weise neben dem Schatz Karls des Großen begraben sein sollen, und ihn dem christlichen Glauben entsprechend bestatten.
Hierfür braucht er die Hilfe von Irati, die von der Priesterin Luxa aufgezogen wurde und als einzige den Weg kennt. Weil sie den alten Glauben weiter praktizierten und in vollkommener Harmonie mit der Natur lebten, wurden Luxa und Irati nach der Verbreitung des Christentums in dem Tal der Hexerei beschuldigt und von Pater Virila im Namen des Prälaten verfolgt. Als Eneko und Irati die in einer Höhle gelegene Grabstätte erreichen, finden sie diese jedoch leer vor.

## Produktion

### Filmstab und Besetzung
Regie führte Paul Urkijo Alijo (kurz Paul Urkijo), der auch das Drehbuch schrieb. Es handelt sich nach einigen Kurzfilmen wie Jugando con la muerte  und El bosque negro und seinem Horrorabenteuer Errementari: Der Schmied und der Teufel von 2017 um seinen zweiten Langfilm. Der Baske ist ein großer Fan des fantastischen Genres und der Mythologie, insbesondere aus seiner Heimat, auf die er einen Teil seiner Arbeit stützt. Für Irati adaptierte er frei die Graphic Novel El Ciclo de Irati von J. Muñoz Otaegui und Juan Luis Landa aus dem Jahr 2004.
Der Buch- und Filmtitel Irati leitet sich vom Baskischen „Farn“ oder „Ort der Farne“ ab. Auch der Fluss Irati und der Irati-Wald leiten ihre Namen hiervon ab. Mari, mit der Ximeno in Kontakt tritt, ist die höchste baskische Gottheit und gleichbedeutend mit Mutter Erde. Urkijo verwendete neben Geschichten der baskischen Mythologie auch historische Figuren. Der junge Held seines Films hat ein reales Vorbild. Íñigo Arista, auf Baskisch Eneko Aritza, war von 824 bis 842 der erste König von Pamplona. Als sein Vater Íñigo Jiménez starb, heiratete seine Mutter Oneca in zweiter Ehe Musá ibn Fortún von Tudela, einen der Fürsten des Ebro-Tals aus der Familie der Banu Qasi, mit dessen Hilfe er den Thron besteigen konnte.
Edurne Azkarate spielt in der Titelrolle die Heidin Irati. Der von der Biscaya stammende Schauspieler Eneko Sagardoy, der für seine Darstellung des Dämons Sartael in Urkijos Horrorfilm Errementari mit dem Goya als bester Nachwuchsschauspieler ausgezeichnet wurde, verkörpert den jungen adeligen Helden Eneko. Kepa Errasti ist in der Rolle des skrupellosen Belasko zu sehen, der Eneko den Thron streitig macht. Ramón Agirre spielt Pater Virila, der Irati verfolgt. In weiteren Rollen sind Elena Uriz als Luxa, Itziar Ituño als Mari, Iñigo Aranbarri und Nagore Aramburu zu sehen.

### Budget und Dreharbeiten
Mit einem Budget von 4,3 Millionen Euro gehört Irati zu den teuersten baskischen Filmproduktionen, noch vor Handia von Aitor Arregi und Jon Garaño, der 3,5 Millionen Euro kostete.
Die Dreharbeiten fanden im Herbst 2021 an verschiedenen Orten im Baskenland und in Navarra statt, überwiegend im Castillo de Loarre in der Gemeinde Loarre in der Provinz Huesca der Autonomen Region Aragonien im Norden Spaniens. Die rund 300 Meter über dem Ort gelegene Burg gilt als eine der schönsten ganz Spaniens und ist ein geschütztes Baudenkmal (Bien de Interés Cultural). Weitere Aufnahmen entstanden in der Höhle von Arrikrutz in der Nähe von Oñati in der Provinz Gipuzkoa. In dieser machen sich Irati und Eneko im Film auf die Suche nach den sterblichen Überresten seines Vaters. Als Kameramann fungierte Gorka Gómez Andreu, mit dem der Regisseur für die meisten seiner vorherigen Filme zusammenarbeitete.

### Filmmusik und Veröffentlichung
Die Filmmusik komponierten Aránzazu Calleja und Maite Arroitajauregi. Ersterer ist Goya-Preisträger und arbeitete zuletzt für den Film Der Schacht, Letzterer komponierte die Musik für den Film Tanz der Unschuldigen, La consagración de la primavera und Black is Beltza II. Anfang Januar 2023 veröffentlichte die Plaza Mayor Company das Soundtrack-Album mit ihrer Musik als Download.
Im Juni 2020 wurde Irati beim Marché du film der Internationalen Filmfestspiele von Cannes vorgestellt und im Februar 2022 bei der Berlinale beim European Film Market, wo sich Filmax die internationalen Rechte an dem Film sicherte. Die Premiere erfolgte am 9. Oktober 2022 beim Sitges Film Festival. Zwei Jahre zuvor wurde Urkijo dort für seinen Kurzfilm Der Dämon und die Finger mit dem Méliès d’Argent ausgezeichnet. Am 24. Februar 2023 kam Irati in die spanischen Kinos. Im April 2023 wurde er beim Fantasy Filmfest im Rahmen der Fantasy Filmfest Nights gezeigt und Ende April, Anfang Mai 2023 beim Filmfestival Crossing Europe. Im Mai 2023 wurde er beim Seattle International Film Festival vorgestellt. Im Juli 2023 wird er beim Neuchâtel International Fantastic Film Festival gezeigt.

## Rezeption

### Kritiken

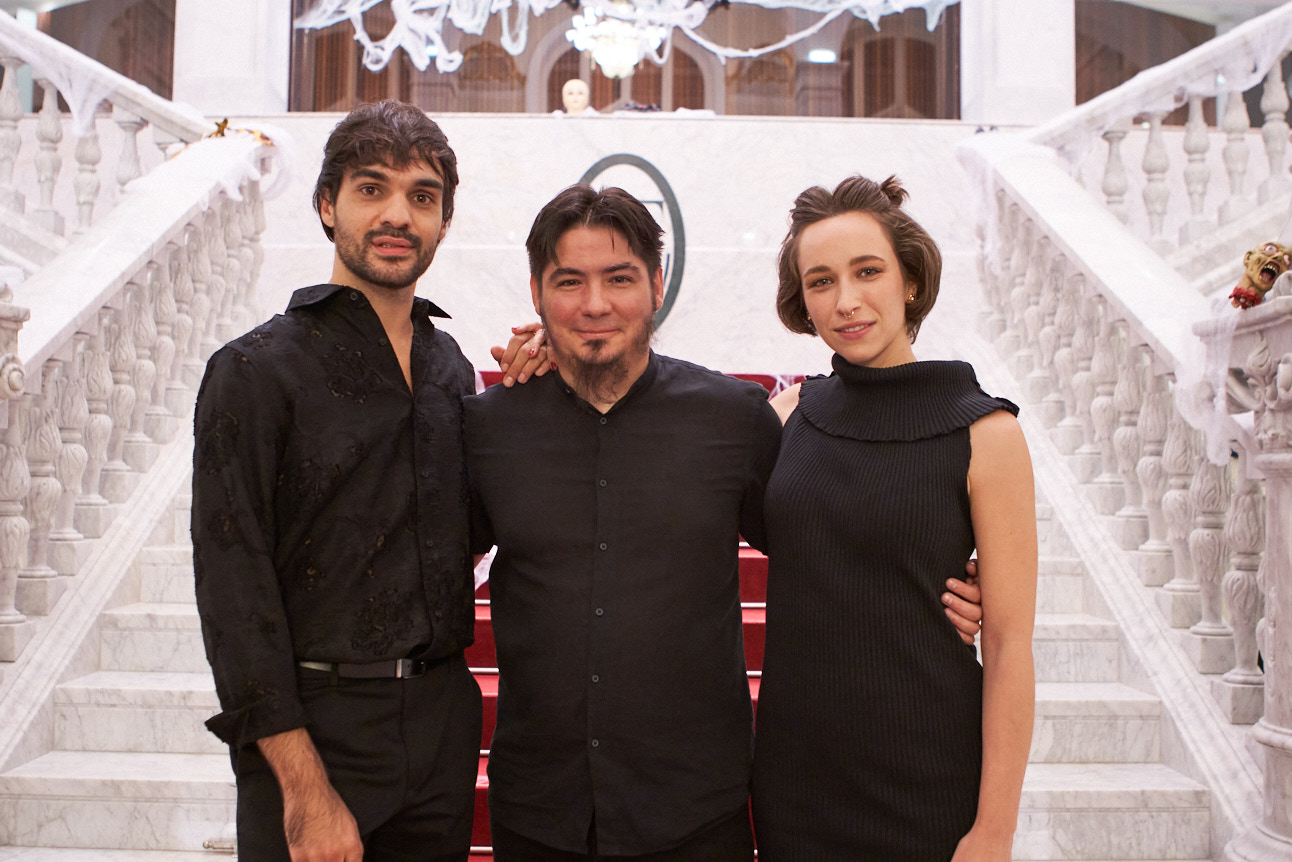
Der Goya-Preisträger Eneko Sagardoy, der den jungen Helden Eneko spielt, Regisseur Paul Urkijo Alijo und Edurne Azkarate, die in der Titelrolle Irati spielt

Julia Olmo vom Online-Filmmagazin Cineuropa beschreibt Paul Urkijos Film als eine Art baskischer Herr der Ringe, der Film sei trotz des viel geringeren Budgets im Ergebnis unglaublich. So sei der ästhetische Ansatz des Regisseurs atemberaubend, und mit außergewöhnlichen Bildern gelinge es ihm, den Expressionismus in den Wald zu bringen. Die Kinematografie von Gorka Gómez Andreu, der mit natürlichem Licht und echtem Feuer im Dunkeln arbeite, sei einer der beeindruckendsten Aspekte des Films. Auch das Artwork, die Kostüme, der Sound und die Musik würden dazu beitragen, diese einzigartige magische Welt zu erschaffen, so Olmo. Der Film spreche poetisch über zeitlose menschliche Themen, von Loyalität und Ehre, von der Bedeutung der Identität, der Angst vor dem Vergessen und der Präsenz des Todes im Leben, greife aber auch das klassische Konzept des „guten Todes“ auf, der dann eintritt, wenn man sein Leben mit Taten füllte und so ewigen Ruhm erlangt und man sich für alle Ewigkeit an den Verstorbenen erinnert.

### Auszeichnungen
Goya 2023
- Nominierung für das Beste adaptierte Drehbuch (Paul Urkijo Alijo)
- Nominierung für die Beste Filmmusik (Aránzazu Calleja und Maite Arroitajauregi)
- Nominierung als Bester Song (Izena duena bada, Aránzazu Calleja, Maite Arroitajauregi und Paul Urkijo Alijo)
- Nominierung für die Besten Kostüme (Nerea Torrijos)
- Nominierung für die Besten Spezialeffekte (Jon Serrano und David Heras)[20]

Sitges Film Festival 2022
- Nominierung im Oficial Fantàstic Competition
- Auszeichnung mit dem Publikumspreis im Oficial Fantàstic Competition
- Auszeichnung für die Besten Spezialeffekte[21]